# Hofanlage Dahldorfer Straße 31

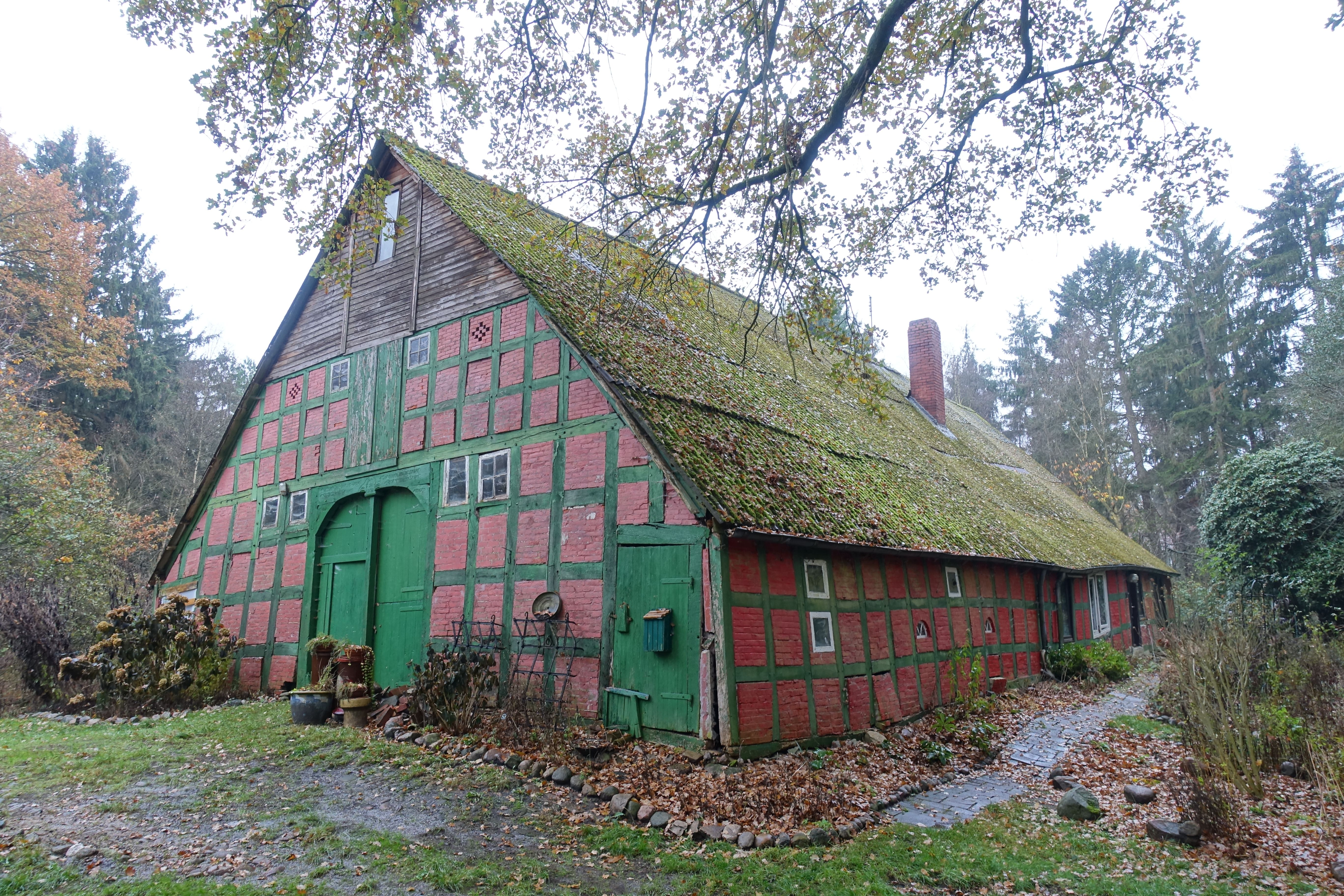
Wohn- und Wirtschaftsgebäude, Nordost- und Nordwestfassade (2022)

Die Hofanlage Dahldorfer Straße 31 in der niedersächsischen Gemeinde Gnarrenburg, Ortsteil Dahldorf, wurde am Anfang des 19. Jahrhunderts gebaut. Aktuell (2025) wird sie zum Wohnen und wohl landwirtschaftlich genutzt.
Die Gebäude stehen unter Denkmalschutz (siehe auch Liste der Baudenkmale in Gnarrenburg).

## Geschichte und Beschreibung
Dahldorf wurde  im Zuge der Moorkolonisierung des Teufelsmoores gegründet. Es liegt einen Kilometer südwestlich von Gnarrenburg und gehört zum Landkreis Rotenburg (Wümme).
Die Hofanlage mit vielen Bäumen besteht aus
- dem eingeschossigen giebelständigen Wohn- und Wirtschaftsgebäude von 1806 (Inschrift) als Zweiständer-Hallenhaus in Fachwerk mit Steinausfachungen, mit Satteldach, Uhlenloch, Ladeluke und Grooter Door mit Korbbogen sowie horizontaler Verbretterung im oberen Giebeldreieck,[2]
- der Scheune/Stall aus dem frühen 19. Jahrhundert, mit ziegelgedecktem Satteldach.[3]